# Назір Акбарабаді
Назір Акбарабаді (*1740 —1830) — індійський поет, що складав вірші на урду, часів занепаду імперії Великих Моголів.

## Життєпис
Походив із впливової могольської родини. При народженні отримав ім'я Валі Мухаммад. Дитячі роки проходили в часи численних походів перських та афганських загарбників до Індії. В цей здобив класичну освіту. У 1757 році до Делі підійшов афганський правитель Ахмад-шах Абдалі. У паніці перед захопленням міста Валі Мухаммад разом з родиною втік до Акбарабада (тодішня назва Аґри) — звідси походить прізвисько поета. В подальшому він не залишав цього міста, займаючись переважно поезією. При цьому був свідком повалення держави Маратха, захоплення делі англійцями.

## Творчість
Усього з доробку відомо про 6 тисяч віршів. особливо уславившись своїми газелями та назмами. Поезія Акбарабаді являє собою органічний сплав елементів високої класики і народної поезії, традицій мусульманської та індійської культур. У ньому присутній інтелектуалізм, витонченість, життєлюбність і приземленість народного мистецтва.
Назір зробив справжню естетичну революцію, ввівши в літературу нового героя — народ. В його поезії відображені найважливіші прикмети епохи: голод, руїна, занепад ремесел, життя простолюдина в різноманітті його побутового та духовного прояву. Відкидаючи естетичні заборони, Назір поетизував повсякденні речі, вніс суттєві корективи і в просторово-часові координати художнього світу.
Його вірші, які малюють соціальні контрасти, потворні форми життя, дали початок соціальній сатири. Назір осміював можновладців: придворних підлабузників, феодальних князів, мусульманське духовенство. Соціальна чуйність його поезії сатири пояснюється впливом суфізму і бгакті. Творчість Назіра поєднало досягнення різних літературних традицій Індії, збагатилося новою якістю, не властивим жодної з цих традицій, а саме — реалістичністю.